# Félix Artuso
Félix Oscar Artuso (Buenos Aires, Argentina, 5 de julio de 1945 - Grytviken, isla San Pedro (Georgias del Sur), 26 de abril de 1982) fue un maquinista y suboficial primero de la Armada Argentina, que participó en la Guerra de las Malvinas como tripulante del submarino ARA Santa Fe (S-21). Falleció asesinado por error por un soldado británico, cuando se encontraba como prisionero de guerra. Actualmente, está enterrado en el cementerio de Grytviken, siendo el único combatiente argentino de la guerra enterrado en las Georgias del Sur.

## Biografía

### Los años anteriores a la guerra de 1982
Nacido en 1945 en el barrio Villa Urquiza de la ciudad de Buenos Aires, ingresó a la Armada Argentina al cuadro de suboficiales en 1962. En 1968 fue seleccionado para realizar el Curso de Capacitación en Submarinos en la Escuela de Submarinos de la Base Naval Mar del Plata. Su primer destino como submarinista fue el ARA Santa Fe (S-11) en 1969. En 1976 fue destinado al ARA Salta (S-31) y en 1980 fue destinado al ARA Santa Fe (S-21).

### Travesía a la isla San Pedro y fallecimiento
El 9 de abril el ARA Santa Fe partió de su apostadero de Mar del Plata para reforzar a las fuerzas argentinas destacadas en las Georgias del Sur, arribando a Grytviken el 24 de abril.

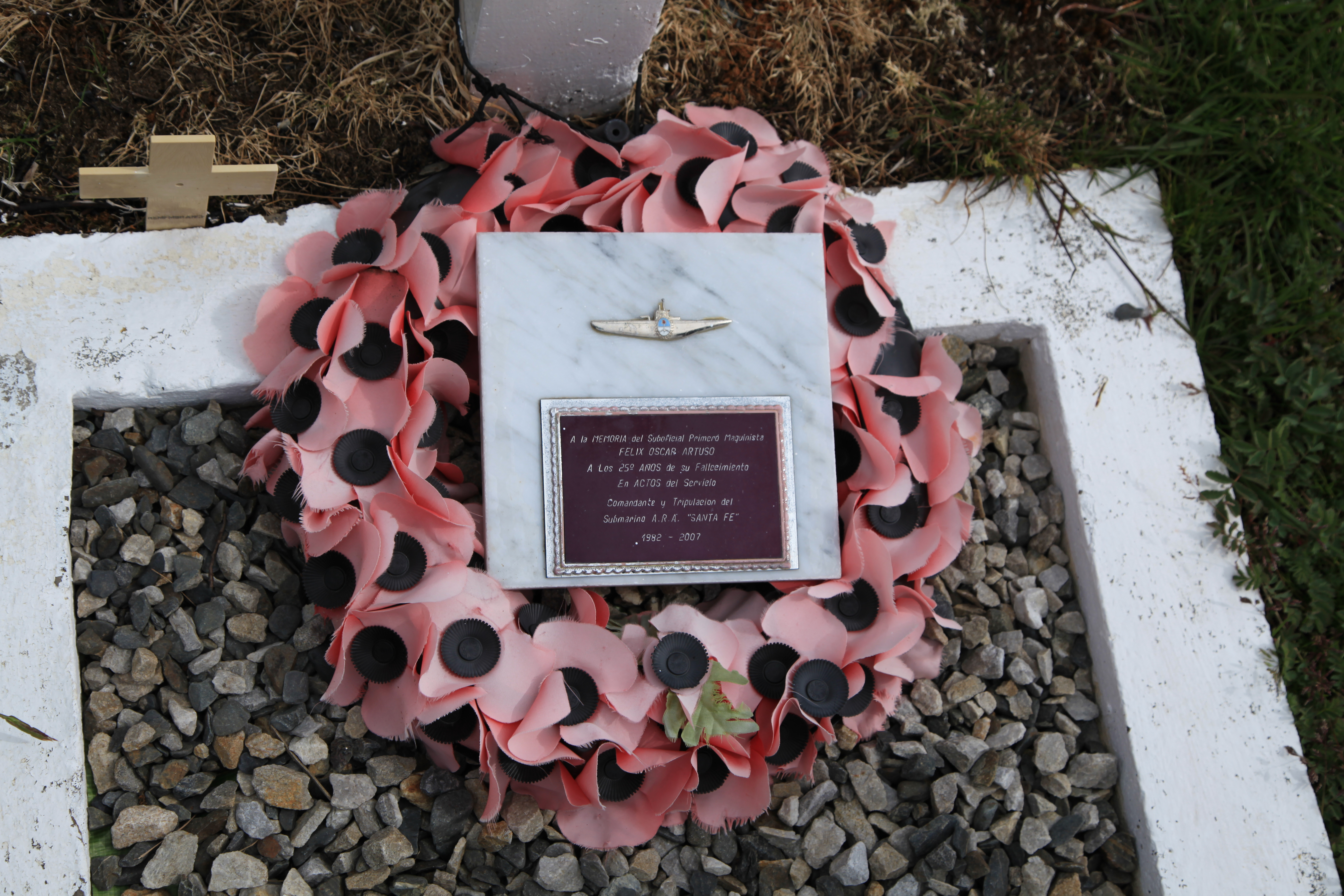
Tumba de Félix Artuso.

Tras la Operación Paraquat, por la cual los británicos invadieron la isla san Pedro, Artuso y los demás argentinos fueron tomados como prisioneros y estaban siendo custodiados por los infantes de marina reales. Él recibió instrucciones para acomodar el submarino junto con otros militares argentinos y se le prohibió accionar y tocar ciertas palancas del submarino para evitar su hundimiento.
El oficial de la marina británica informó al guardia que mientras Artuso no tocara las palancas de ventilación «todo estaría bien». El guardia británico afirmó que «él le dispararía (a Artuso) en la cabeza si las tocaba». Durante el traslado del inutilizado ARA Santa Fe en la costa de la caleta Vago, el submarino comenzó a perder flotabilidad y el oficial naval argentino Capitán Horacio Bicain alertó al Suboficial Artuso y le ordenó ajustar los sistemas de baja presión para reequilibrar la embarcación a fin de evitar que escorara y zozobrara.
La orden fue transmitida directamente al Suboficial Artuso quien tenía un transmisor que colgaba de su pecho. Artuso tomó las palancas correctas para ajustar la presión del aire como se le había ordenado para hacer frente a la flotabilidad del submarino y en este punto, el guardia británico que lo custodiaba, malinterpretó las acciones y le disparó cinco tiros, falleciendo instantáneamente. Frente a la Comisión de Investigación el guardia de la Marina Británica alegó que él «nunca había escuchado» la orden que se le pasó al Suboficial y pensó que éste estaba a punto maniobrar una válvula para provocar el hundimiento del submarino.
El informe del Consejo Británico de Investigación, fechado el 30 de abril de 1982 en la isla San Pedro (Georgias del Sur), concluyó que «no había culpa o negligencia» atribuible a cualquier miembro de las fuerzas británicas.
Tras el incidente, y en medio de la confusión, el resto de argentinos dejó un número de válvulas y escotillas del submarino abiertas, provocando que este se inundara y se hundiera junto con el muelle.
Artuso fue enterrado en el cementerio de la antigua estación ballenera, donde también descansan foquereos, balleneros y dos exploradores. Su funeral fue realizado por los marinos británicos, con honores militares.

## Condecoraciones y homenajes
Félix Artuso fue condecorado con la Medalla al Muerto en Combate y fue declarado "héroe nacional" por la ley 24.950 promulgada el 3 de abril de 1998, y corregida por la ley 25.424 promulgada el 10 de mayo de 2001, junto con otros combatientes argentinos fallecidos en la guerra de las Malvinas.
La Bahía Artuso de la isla San Pedro (o Georgia del Sur), situada entre la bahía Stromness y la bahía Cumberland, homenajea la memoria del marino argentino.
La Armada Argentina estableció el 26 de abril como Día del Maquinista de la Armada en memoria de Félix Artuso, por consignar erróneamente que su fallecimiento ocurrió tal día, cuando en realidad el hecho que provocó su muerte sucedió el 26 de abril.
El Jardín de Infantes N.º 934 de la ciudad de Mar del Plata lleva su nombre desde 2010, por Resolución N.º 1755 de la Dirección General de Cultura y Educación de la provincia de Buenos Aires.

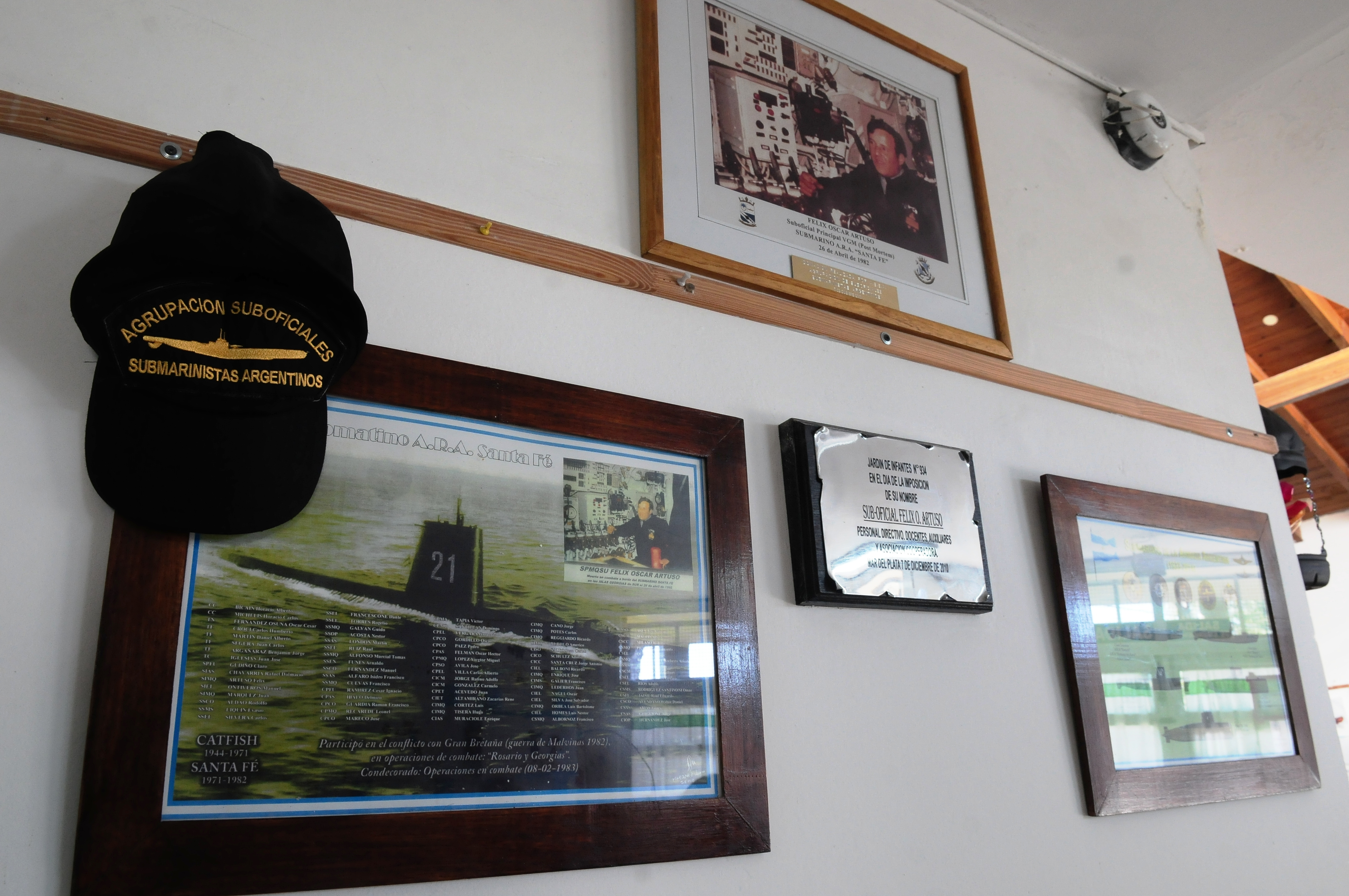
El Jardín de Infantes N.º 934 Sobof. Félix O. Artuso Foto: Fabián Gastiarena
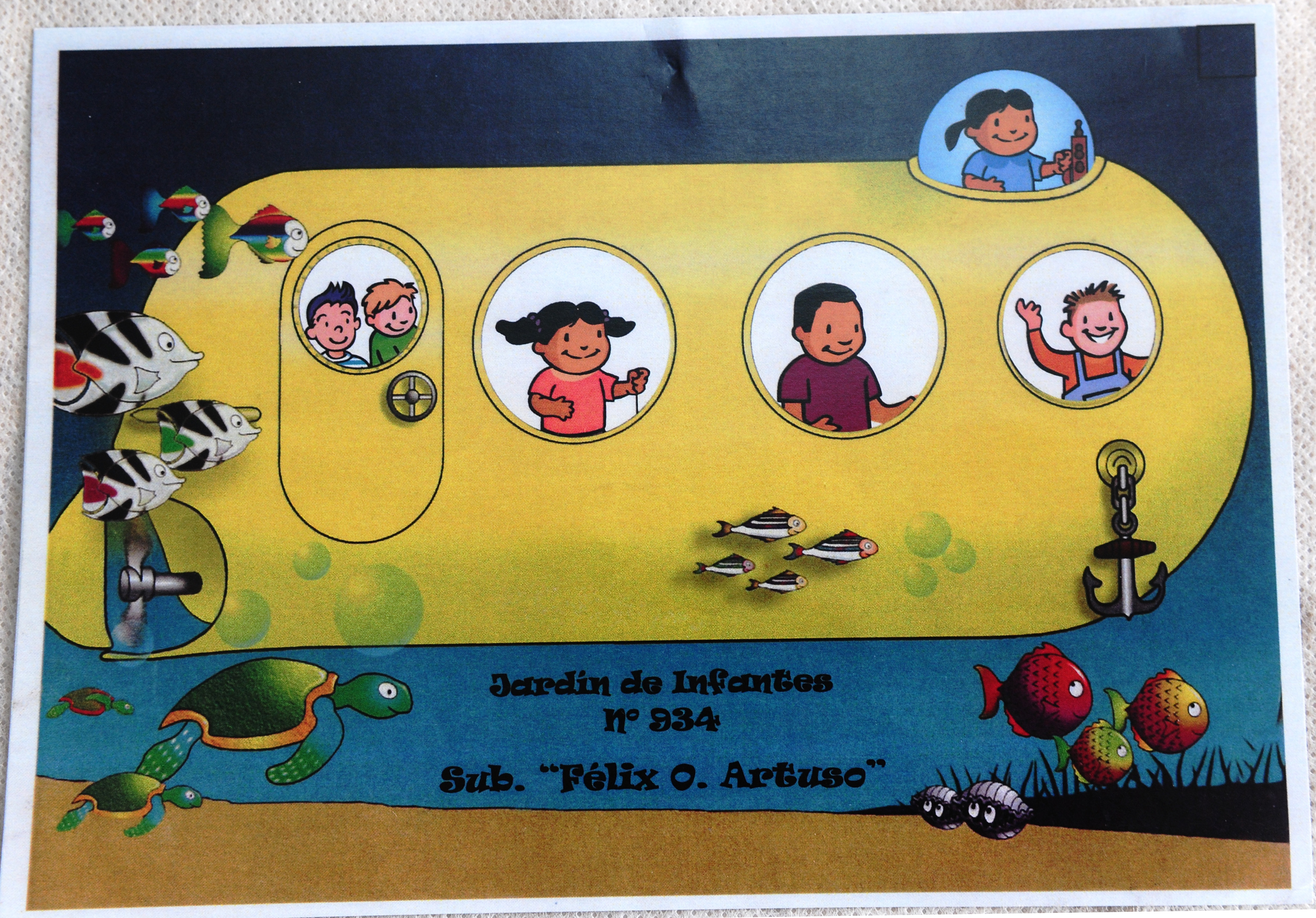
Emblema del Jardín de Infantes N.º 934, de Mar del Plata Foto: Fabián Gastiarena

## Problemas para la visita de sus deudos

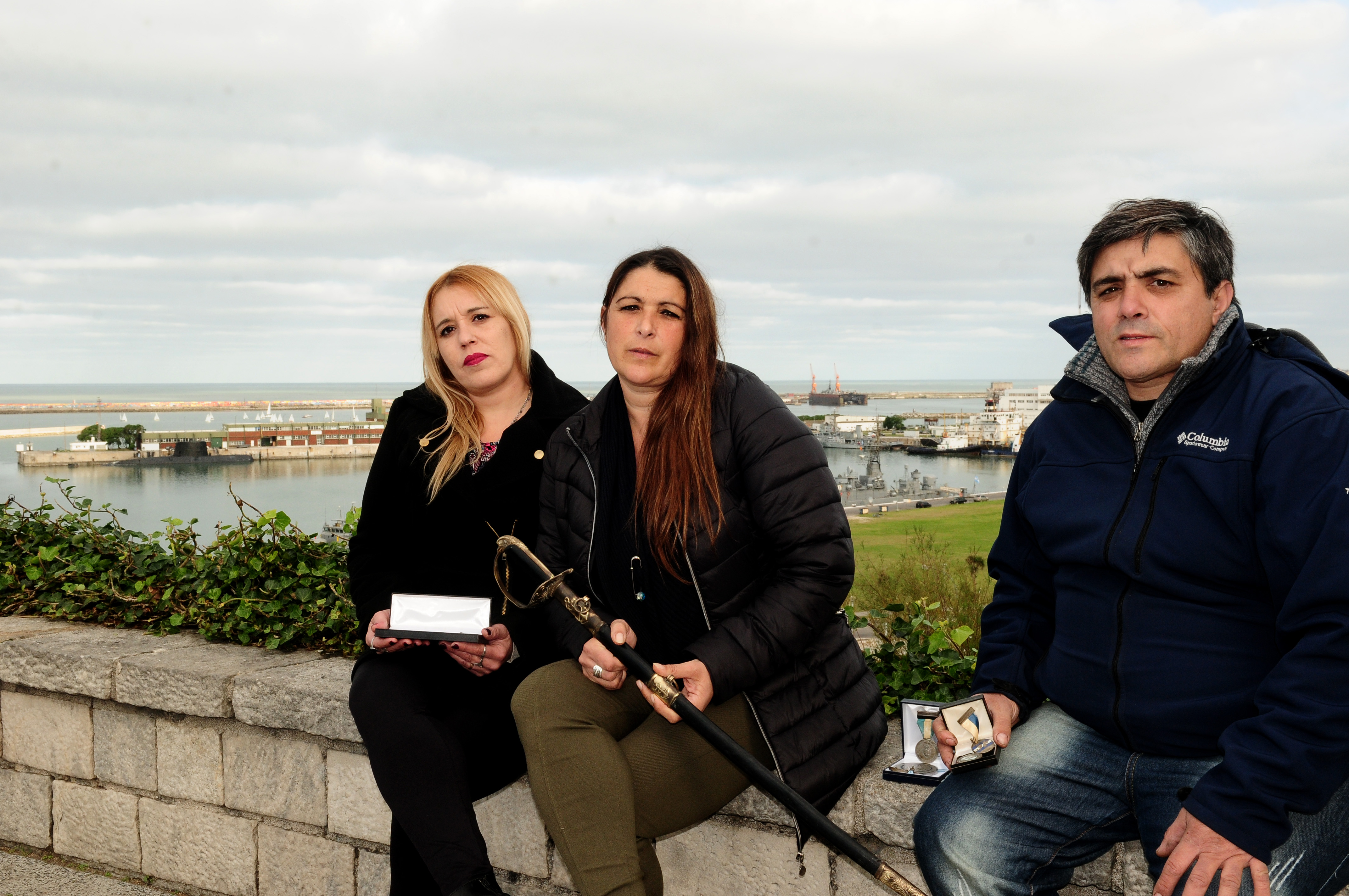
Cristian, Carolina y Karina con los recuerdos de su padre, Félix Artuso asesinado en las Georgias del Sur (Argentina) Foto: Fabián Gastiarena

Hasta la actualidad, los familiares del suboficial no han podido visitar la tumba en Grytviken.
 Resulta oportuno señalar que la falta de aeródromos en la isla San Pedro y la lejanía del archipiélago respecto del territorio continental argentino no facilitan la concreción del viaje. 
A finales de junio de 2014, la Oficina de los Territorios de Ultramar, Política Exterior y Commonwealth de Georgia del Sur y las islas Sandwich del Sur, indicaron que no se oponen a la colocación de una ofrenda floral en la tumba del Suboficial Artuso. Además, la embajadora argentina en Irlanda, Silvia Merenga, dio su consentimiento afirmando que estará «muy honrada» con la colocación de una ofrenda floral con la bandera irlandesa en la tumba de Artuso en el cementerio de Grytviken dedicada a su memoria. Una corona de flores fue oficialmente entregada al líder de la expedición “Shackleton 2014” que inició en Londres a finales de julio de 2014 para llegar a las Georgias del Sur en 2015. Finalizada la misma, los viajeros le entregaron a Cristian, Carolina y Karina tres piedritas del sepulcro de Grytviken: una para cada hijo del infortunado marino.
En julio de 2018 los familiares de Artuso solicitaron la colaboración del embajador británico en Buenos Aires, Mark Kent, quién les manifestó:

Ustedes ya cuentan con la autorización para viajar a Georgias. Ahora debemos resolver la logística y el financiamiento del viaje. Mañana nos reuniremos con María Teresa Kralikas (ministra de Malvinas, Antártida y Atlántico Sur) para tratar su tema. Indagaremos en la posibilidad de que el señor Eduardo Eurnekian pueda solventar el traslado.